# Arcana Heart
Arcana Heart (アルカナハート?, Arukana Hāto) è un picchiaduro a incontri in 2D sviluppato dalla Examu (in precedenza Yuki Enterprise). La prima edizione del videogioco è stata pubblicata per Arcade (principalmente in Giappone a fine 2006. Il gioco ha la caratteristica di utilizzare un cast di personaggi interamente femminile (ognuno dei quali è la rappresentazione di uno stereotipo dei personaggi moe), ed il giocatore dopo aver scelto il proprio personaggio ha la possibilità di scegliere anche un "allineamento elementare," o "Arcana", che determina i colpi speciali del personaggio.
A metà aprile 2007, è stata resa disponibile una patch per Arcana Heart chiamata Arcana Heart FULL!. La patch ha sistemato una serie di problemi del gioco, attenuando i personaggi eccessivamente potenti e rendendo meno vulnerabili i personaggi più deboli.

## Versione per Console
Il 4 luglio 2007, è stato annunciato che una versione per console sarebbe stata resa disponibile per PlayStation 2 in Giappone l'11 ottobre 2007.
La versione casalinga del gioco dà la possibilità di utilizzare i singoli personaggi nella loro versione originale o in quella presente nella patch Full!. Inoltre a differenza che nella versione per Arcade, il gioco è doppiato in ogni sua parte.
L'11 aprile 2008, il gioco è stato pubblicato in America del Nord. Una notevole differenza fra Arcana Heart e molti altri videogiochi americani per PlayStation 2 è rappresentata dal fatto che il titolo contiene soltanto il doppiaggio giapponese, e nessun adattamento in lingua inglese. Tuttavia la Atlus ha rimosso dal videogioco tutte le parti doppiate dalla modalità storia del gioco e i dialoghi prima e dopo i combattimenti, ma ha mantenuto le voci originali durante i combattimenti.

## Personaggi e doppiatori
- Heart Aino (愛乃 はぁと?, Aino Hāto) (doppiata da Mikako Takahashi)
- Saki Tsuzura (廿楽 冴姫?, Tsuzura Saki) (doppiata da Yumi Shimura)
- Kamui Tokinomiya (朱鷺宮 神依?, Tokinomiya Kamui) (doppiata da Hiromi Hirata)
- Konoha (このは?) (doppiata da Mayumi Yoshida)
- Maori Kasuga春日 舞織 (Kasuga Maori?) (doppiata da Maki Tsuchiya)
- Mei-Fang (美凰?, Meifan, Pinyin: Měihuáng) (doppiata da Juri Takita)
- Lilica Felchenerow (リリカ・フェルフネロフ?, Ririka Ferufunerofu) (doppiata da Mayako Nigo)
- Lieselotte Achenbach (リーゼロッテ・アッヒェンバッハ?, Rīzerotte Ahhyenbahha) (doppiata da Yōko Honda)
- Yoriko Yasuzumi (安栖 頼子?, Yasuzumi Yoriko) (doppiata da Yui Itsuki)
- Kira Daidohji (大道寺 きら?, Daidōji Kira) (doppiata da Hiromi Tsunakake)

## Adattamenti
Il videogioco è stato adattato in un manga serializzato dal marzo 2008 su Comp Ace, scritto ed illustrato da Bermuda Saimaru. Sono stati inoltre pubblicati numerosi drama CD legati al videogioco Arcana Heart.

## Sequel
- Arcana Heart 2 (2008)
- Suggoi! Arcana Heart 2 (2008)
- Arcana Heart 3 (2009)